# Benelli (Motorradhersteller)
Die Benelli Q.J. srl ist ein italienischer Hersteller von Motorrädern mit Sitz in Pesaro (Region Marken). Die Firma Benelli wurde 1911 in Pesaro bei Rimini als Garage Benelli von sechs Brüdern, darunter Tonino Benelli, gegründet. Seit 1. Oktober 2005 gehört das Unternehmen dem chinesischen Zweirad- und Motorenhersteller Qianjiang, dessen Produkte in Europa auch unter den Marken Keeway und QJMotor angeboten werden.
Zum 1. Januar 2025 waren in Deutschland 10.904 Benelli-Krafträder zum Straßenverkehr zugelassen, was einem Anteil von 0,2 Prozent entspricht.

## Geschichte

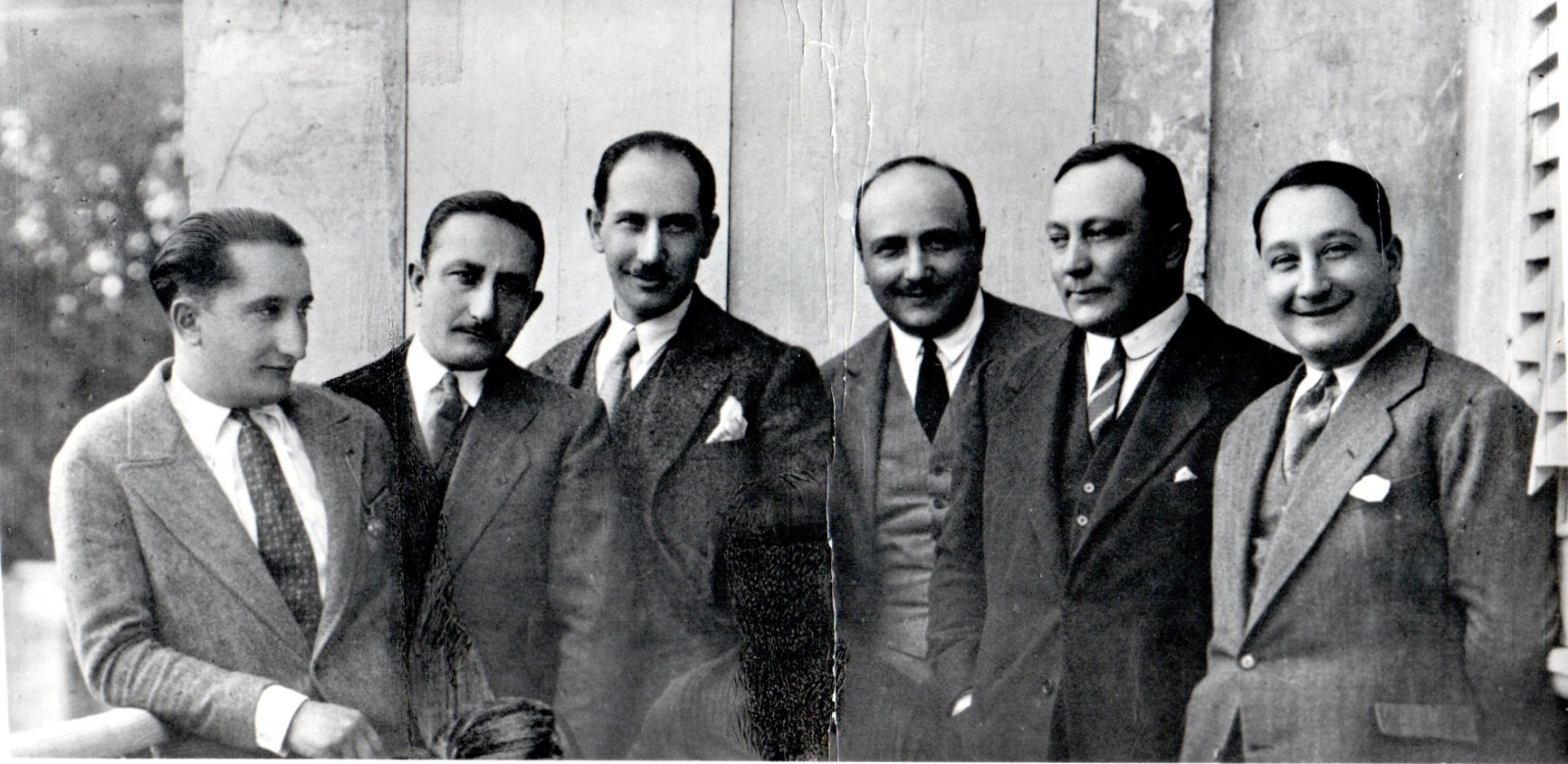
Die Gebrüder Benelli, von links: Tonino, Francesco, Giovanni, Giuseppe, Filippo und Domenico (1929)

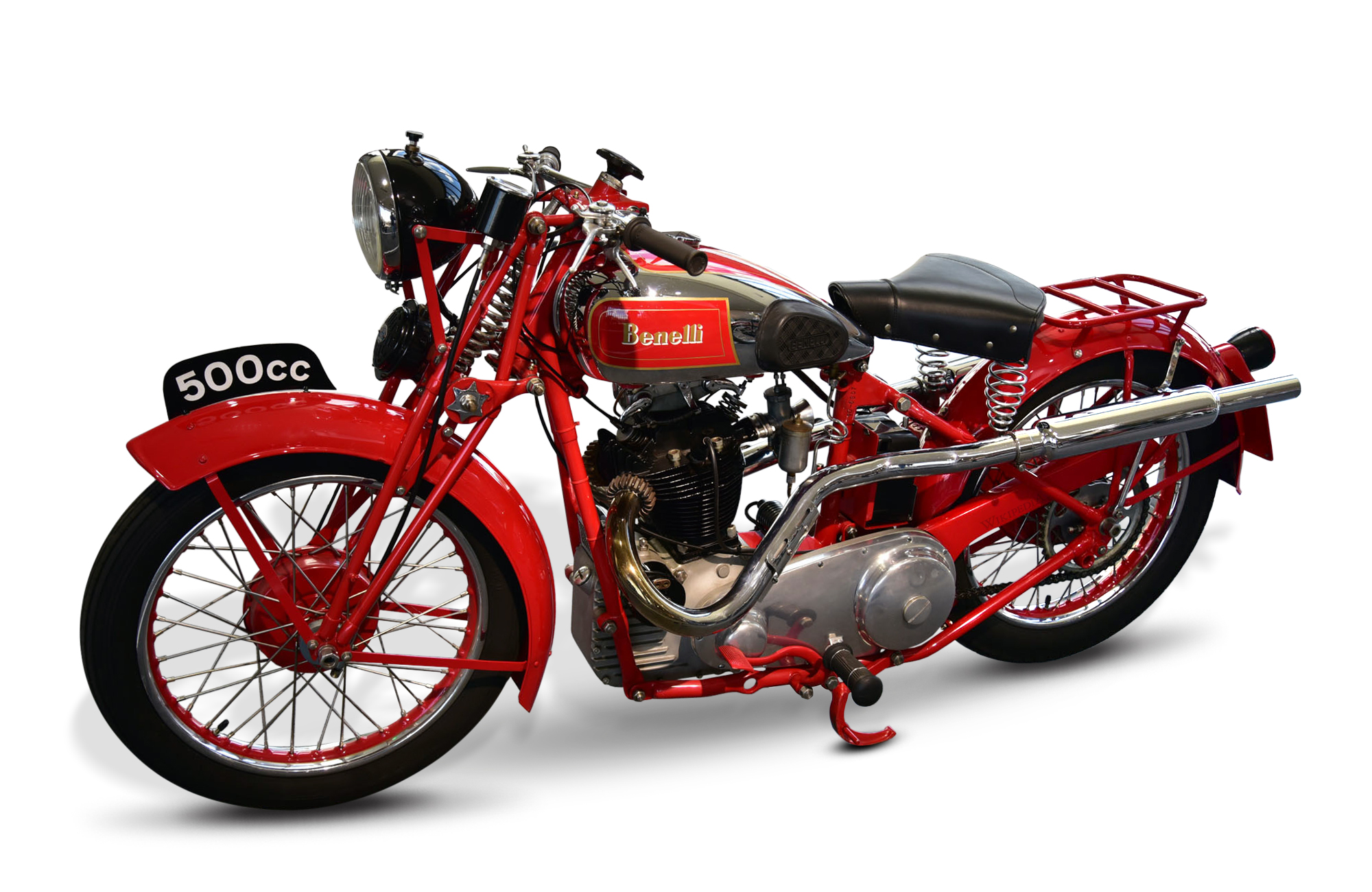
Eine Benelli Turismo 500cc 4TN (1938)

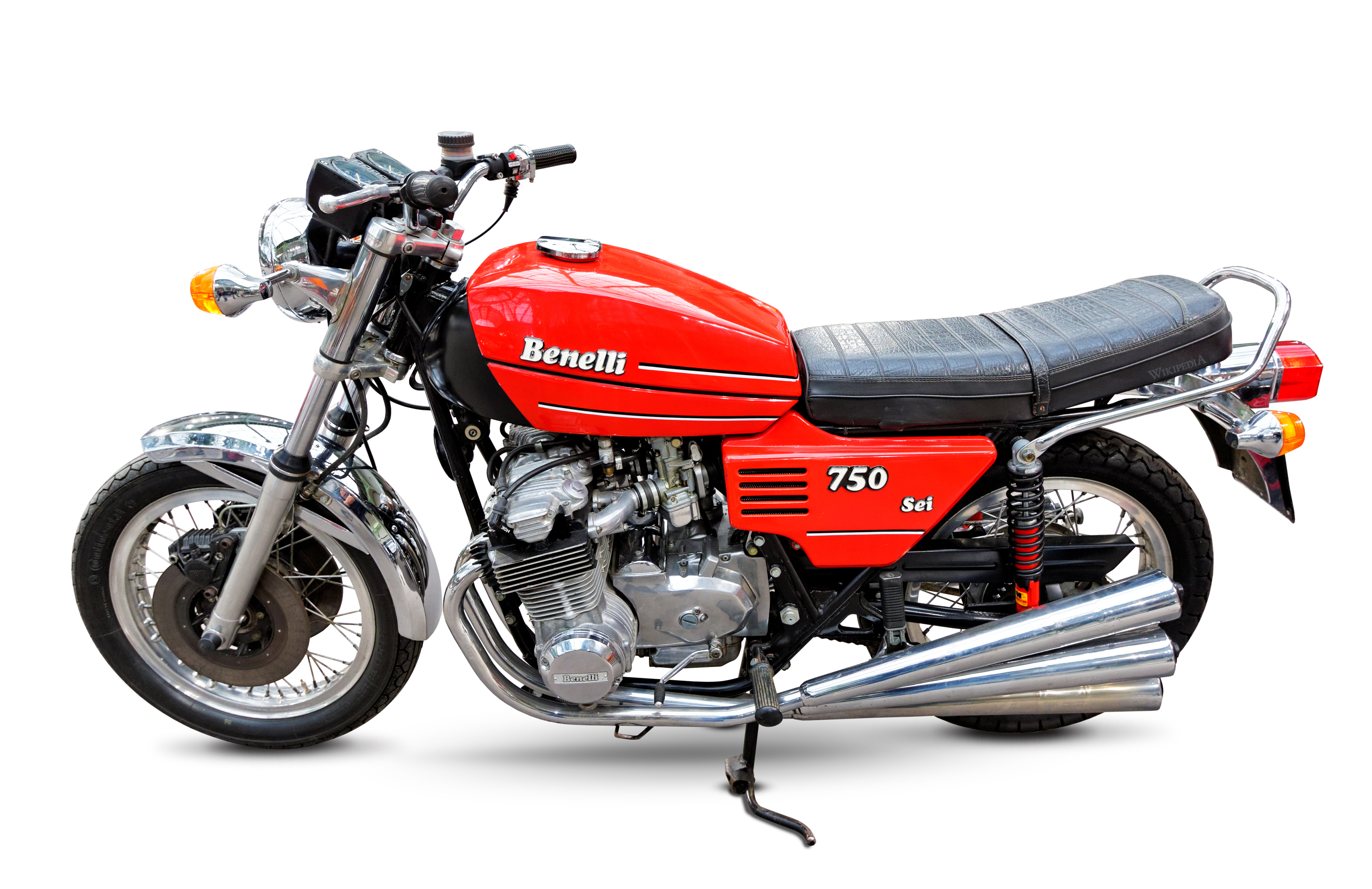
Benelli 750 Sei, erstes in Serie produziertes Motorrad mit Sechszylindermotor (1976)

Die Officina Meccanica Benelli wurde 1911 in Pesaro, Italien, gegründet. Nach dem Tod ihres Mannes investierte die Witwe Teresa Boni Benelli das gesamte Familienkapital in dieses Unternehmen, das anfangs Ersatzteile für Motorräder produzierte und vertrieb, in der Hoffnung, dass es ihren sechs Söhnen Giuseppe (1889–1957), Giovanni (1890–1981), Francesco (1892–1961), Filippo (1895–1965), Domenico (1897–1975) und Antonio (1902–1937) eine sichere Zukunft bieten würde. Sie schickte dafür Giuseppe und Giovanni zum Ingenieurstudium in die Schweiz. Anfangs beschäftigte das Unternehmen zusätzlich zu den Brüdern sechs weitere Angestellte.
Zu Beginn war es nur eine Werkstatt, die Fahrräder und Motorräder reparierte, aber bereits alle für Reparaturen benötigten Ersatzteile selbst herstellen konnte. Während des Ersten Weltkriegs arbeitete Benelli hart daran, Teile für die italienischen Militärmotorräder zu produzieren und auch Motorräder zu reparieren. 1919 wurde das erste Motorrad der Öffentlichkeit vorgestellt. 1920 baute die Werkstatt ihren ersten kompletten Motor selbst, ein Einzylinder-Zweitaktmodell mit 75 cm³, das in einen Fahrradrahmen eingepasst wurde. Ein Jahr später, 1921, begann Benelli mit der Serienfertigung seines ersten Motorrades mit einem eigenen Motor, der inzwischen einen Hubraum von 98 cm³ hatte. Kurz darauf erfolgte mit Benelli Corse der Einstieg in den Motorsport. Ab 1923 trat Tonino Benelli, der jüngste der Brüder bei verschiedenen Rennen an, erzielte erste Erfolge und steigerte so die Bekanntheit der Marke.
In der Motorrad-Weltmeisterschaft gewannen jeweils Dario Ambrosini 1950 und Kel Carruthers 1969 in der 250-cm³-Klasse den Titel. 1971 übernahm der argentinische Unternehmer Alejandro de Tomaso Benelli. Nach der darauffolgenden Übernahme von Moto Guzzi durch De Tomaso Ende 1972 wurden ab 1973 neun Jahre lang mehrere Benelli-Motorräder und Benelli-Kleinkrafträder parallel auch als Moto-Guzzi-Modelle verkauft (sogenanntes „Badge-Engineering“), siehe Liste der Moto-Guzzi-Motorräder.
1974 wurde mit der Benelli 750 Sei die erste in Serie produzierte Maschine mit Sechszylindermotor präsentiert. Der Motor gleicht in Details jenem der Honda CB 500 Four.
Infolge mangelnder Nachfrage wurde Mitte der 1980er-Jahre die Produktion von Motorrädern eingestellt und erst 1992 unter der Leitung von Andrea Merloni wieder aufgenommen, der die Reste des Unternehmens und den Markennamen aufkaufte. Merlonis Familie gehört ein großer Konzern für Küchen- und Badezimmerausstattungen in Italien. Er begann erfolgreich mit der Produktion von Motorrollern. 2002 stellte Benelli den Supersportler Tornado Tre 900 vor, der von einem Dreizylinder-Reihenmotor angetrieben wurde. Zwei Jahre später folgte das Naked Bike TNT (Tornado Naked Tre) mit einem auf 1130 cm³ Hubraum vergrößerten Tornado-Motor.
Am 1. Oktober 2005 wurde das Unternehmen an den chinesischen Zweirad- und Motorenhersteller Qianjiang verkauft, der die Motorradmarke „Benelli“ beibehalten will. Ab 2006 sollten die Motoren nicht mehr bei Moto Morini im Auftrag gefertigt werden, sondern bei Benelli in Pesaro selbst.
Im Juli 2016 wurde das Unternehmen aufgrund einer unbezahlten Rechnung des Zulieferers WP über 120.000 € aus dem Jahr 2007 vom Gericht Pesaro für insolvent erklärt. Im Spätsommer 2016 hob das Oberlandesgericht in Ancona diese Entscheidung wieder auf.

## Produktionsmodelle (Stand März 2023)
Lange Zeit wurden die aktuellen Benelli-Modelle vorwiegend von leistungsstarken Dreizylinder-Reihenmotoren mit DOHC-Steuerung mit vier Ventilen pro Zylinder angetrieben. Die Grundlagen dieses Treibsatzes sollen aus der Laverda-Entwicklungsabteilung kommen. Es gibt zwei Hubraumvarianten: 898 cm³ und 1.130 cm³. Die Bohrung ist bei beiden 88 mm groß, statt 49,2 mm hat die 1130er-Variante allerdings 62 mm Hub. Die Kraftübertragung erfolgt über ein Sechsganggetriebe und eine O-Ring-Kette an das Hinterrad. Das Fahrwerk ist generell mit einem Rohrrahmen aus Chrom-Molybdän-Stahl und einer Upside-Down-Gabel ausgestattet, die Hinterradführung übernimmt bei der Tornado eine Aluminium-Zweiarmschwinge, während bei der TNT und der TreK eine aufwendig geschweißte Fachwerkschwinge aus Stahlrohr zum Einsatz kommt. Erwähnenswert ist die Einbaulage der Wasserkühler; bei den Tornado-Modellen sitzt dieser nämlich ungewöhnlicherweise unter dem Heckrahmen, bei der TNT beidseitig neben dem Zylinderkopf und bei der TreK klassisch vor dem Motor. Zum Modelljahr 2007/08 bekamen die Motoren einen Katalysator und erfüllen die Abgasnorm Euro-3. Durch die komplette Überarbeitung des Zylinderkopfes und der Einspritzanlage konnte das Drehmoment in den unteren Drehzahlbereichen erhöht und der Verbrauch gesenkt werden. Heute liegt das Hauptgeschäft von Benelli vorwiegend in der Produktion von günstigen kleinen Hubraumklassen.
Der Generalimporteur für Deutschland war von 2002 bis 2009 die Firma März. Von 2009 bis Februar 2012 wurden die Motorräder von der Karcher AG importiert. Die Karcher AG vertrieb aber bis 2018 noch die Rollermodelle unter der Bezeichnung „Benelli“, heute firmieren die Fahrzeuge unter dem Markennamen „Keeway“.
Ab Februar 2012 wurden die Motorräder wieder direkt von Benelli importiert. Von 2016 bis Ende 2020 übernahm die österreichische KSR Group den Vertrieb der Benelli-Modelle für Deutschland und die Schweiz.

### Naked Bikes
- BN 125 (8,2 kW/11 PS, 10 Nm)
- BN 251 (18 kW/25 PS, 21 Nm)
- BN 302 (28 kW/38 PS, 27 Nm)
- BN 302R (28 kW/38 PS, 27 Nm)
- BN 600 I (60 kW/82 PS, 52 Nm, ABS)
- 752s (56,6 kW/77 PS bei 8500/min, 67 Nm bei 6500/min, ABS)

### Sporttourer / Reiseenduros
- TRK 502 und TRK 502 X (38 kW/48 PS, 45 Nm)
- TRK 552 und 552X (lösen die 502 ab) sind bereits in Asien erhältlich
- TRK 702 und 702X mit 52kw / 71PS
- TRK 802 (bereits vorgestellt, noch nicht veröffentlicht)
- BN 600 GT (60 kW/82 PS, 52 Nm)
- TreK 1130K (92 kW/125 PS, 112 Nm, Federbein einstellbar)

### Scrambler
- Leoncino (35 kW/48 PS bei 8.500/min, 45 Nm bei 4.500/min)
- Leoncino Trail 500 (35 kW/48 PS bei 8.500/min, 45 Nm bei 4.500/min)
- Leoncino Trail 800 (56 kW/76 PS bei 8.500/min, 67 Nm bei 6.500/min)

### Funbikes
- TNT 125 (8,6 kW bei 9.000/min, 10 Nm bei 7.000/min)

## Eingestellte Produktionsmodelle

### Supersportler/Superbikes
- Tornado Tre 900 (100 kW/136 PS, 100 Nm, voll einstellbares Fahrwerk)
- Tornado Tre 900 LE (Limited Edition), 100 kW/136 PS, 100 Nm, voll einstellbares Öhlins-Fahrwerk, Marchesini Schmiedefelgen.
- Tornado Tre RS (105 kW/143 PS, 100 Nm, voll einstellbares Fahrwerk)
- Tornado Tre 1130 (120 kW/163 PS, 124 Nm, voll einstellbares Fahrwerk)

### Naked Bikes
- BN 600 R  (60 kW/81 PS, 52 Nm)
- TNT 899 (88 kW/120 PS, 88 Nm, einstellbares Fahrwerk, 50-mm-Gabel, Brembo-Bremsanlage mit Stahlflexleitungen serienmäßig vorne und hinten)
- TNT 899S (88 kW/120 PS, 88 Nm, voll einstellbare 50-mm-Gabel, Brembo-Bremsanlage mit Stahlflexleitungen serienmäßig vorne und hinten)
- TNT Café Racer 899 (88 kW/120 PS, 88 Nm, voll einstellbares Fahrwerk, Soziusabdeckung, Bugspoiler, Carbon-Applikationen, Stummel-Lenker, 50-mm-Gabel, Brembo-Bremsanlage mit Stahlflexleitungen serienmäßig vorne und hinten)
- TNT Century Racer 899 (88 kW/120 PS, 88 Nm, Jubiläumsmodell 100 Jahre Benelli, voll einstellbares Fahrwerk, Wave-Bremsscheiben, radiale Brembo-Bremszangen, Bugspoiler, 50-mm-Marzocchi-Gabel, Stahlflexleitungen serienmäßig vorne und hinten)
- TNT 1130 (95 kW/129 PS, 110 Nm, ohne Kat: 101 kW/137 PS, Federbein verstellbar, 50-mm-Gabel, Stahlflexleitungen serienmäßig vorne und hinten)
- TNT Sport evo (95 kW/129 PS, 110 Nm, voll einstellbares Fahrwerk, radiale Brembo Bremszangen, Bugspoiler, 50-mm-Marzocchi Gabel, Stahlflexleitungen serienmäßig vorne und hinten)
- TNT Café Racer (95 kW/129 PS, 110 Nm, voll einstellbares Fahrwerk, Soziusabdeckung, Bugspoiler, Carbon-Applikationen, Stummel-Lenker, 43-mm-Gabelholme, Stahlflexleitungen serienmäßig vorne und hinten)
- TNT Titanium (95 kW/129 PS, 110 Nm, voll einstellbares Fahrwerk, Schmiedefelgen, Titan-Schalldämpfer, verschiedene Carbonteile, 50-mm-Marzocchi Gabel, voll einstellbar, Stahlflexleitungen serienmäßig vorne und hinten)
- TNT GP Racer (95 kW/129 PS, 110 Nm, voll einstellbares Fahrwerk, verschiedene Carbonteile) – Einzelstück
- TNT Carbonium (95 kW/129 PS, 118 Nm, voll einstellbares Fahrwerk, Schmiedefelgen, Trockenkupplung, div. Carbonteile) – Einzelstück
- TNT R160 (114 kW/155 PS, 120 Nm, voll einstellbares Fahrwerk, hydraulische Trocken-Antihopping-Kupplung, Carbon-Schalldämpfer, Wave-Bremsscheiben, Carbon-Bugspoiler, Carbon Schutzblech, 50-mm-Marzocchi-Gabel, Brembo radiale Bremsanlage mit Stahlflexleitungen serienmäßig vorne und hinten)
- TNT Century Racer (95 kW/129 PS, 110 Nm, Jubiläumsmodell 100 Jahre Benelli, voll einstellbares Fahrwerk, Wave-Bremsscheiben, radiale Brembo Bremszangen, Bugspoiler, 50-mm-Gabel, Bremsanlage mit Stahlflexleitungen serienmäßig vorne und hinten)
- TNT R (116 kW/158 PS, 120 Nm, voll einstellbares Fahrwerk, 50 mm Marzocchi Gabel, hydraulische Trocken-Antihopping-Kupplung, Carbon Schalldämpfer, Carbon Kotflügel, Carbon Bugspoiler, Wave Bremsscheiben, Radiale Brembo Bremszangen, Stahlflexleitungen serienmäßig vorne und hinten). Letztes gebautes Modell in der Auflage von 160 Stück.

### Sporttourer
- TreK 899 (80 kW/108 PS, 88 Nm)
- TreK 1130 (92 kW/123 PS, 112 Nm, Federbein einstellbar)
- TreK 1130 Amazonas (92 kW/123 PS, 112 Nm, Federbein einstellbar)

### Geländesport-Motorräder
- BX 499 Cross (41 kW/56 PS, 45 Nm, Fahrwerk einstellbar)
- BX 499 Enduro

## Motorroller
Bis zum Verkauf an den chinesischen Hersteller wurden in Italien einige Motorrollermodelle produziert. Alle dort entwickelten und produzierten 50-cm³-Modelle wurden mit einem Zweitaktmotor betrieben. Teilweise leben Benelli-Modelle unter dem Markennamen Adiva weiter. Das Modell Adiva wurde unter dieser Marke verkauft, die 491 sollte als Namura 50 im Jahr 2008 mit leicht geänderter Ausstattung wieder erhältlich sein, kam jedoch nicht auf den Markt. Manch andere Modelle wurden auch nach Übernahme durch den chinesischen Hersteller noch als „Benelli“ angeboten, jedoch in China produziert und mit anderer Technik ausgestattet.
Das Modell 491 ist ein sportlich konzipierter Motorroller. Erhältlich war er mit einem luft- oder wassergekühlten Motor mit 49 cm³. Etwa ab Baujahr 2003 wurden Morini-Motoren eingebaut, davor die beliebteren, weil leistungsstärkeren und haltbareren Minarelli-Motoren mit einem Zündsystem von Ducati. Alle Modelle hatten eine leistungsfähige Scheibenbremsanlage der Marke Grimeca an der Vorderachse. Die 491 ST war mit einem luftgekühlten Motor und Trommelbremsen hinten ausgestattet. Die 491 SP (Sport) hatte einen wassergekühlten Motor und die Bremsanlage der ST. Das Modell 491 RR (Racing) hatte den Motor der SP und eine Scheibenbremse hinten, die der Vorderradbremse mit ebenfalls 190 mm Durchmesser glich. Je nach Modell war die 491 mit einem Sportfahrwerk von Paioli oder einem Standardfahrwerk ausgestattet. Je nach Baujahr und Version unterschied sich die weitere Ausstattung nur geringfügig, z. B. bei der Sitzbank, dem Tachoinstrument, der Felgenfarbe und dem Hup- und Starterknopf. Zusätzlich gab es die 491 Replica und die 491 Army als Sondermodell, die sich von den Standardmodellen durch ein auf das Thema abgestimmtes Design unterschieden.
Das Modell K2 unterschied sich vor allem durch eine andere Front- und Heckverkleidung einschließlich anderer Leuchten von der 491. Die K2 war als K2 50 mit 49- und als K2 100 mit 101,1-cm³-Einzylinder-Zweitaktmotor lieferbar.
Die Pepe war ein 49-cm³-Großradroller.
Die Naked war ein 50er-Motorroller und ähnelte vom Design her am ehesten der Piaggio TPH und NRG.
Die Velvet gab es als Velvet 125 (Touring) mit 124-cm³- und als Velvet 250 mit einem 249-cm³-Einzylinder-Viertaktmotor, sowie als Velvet Dusk 400 mit einem 381-cm³-Motor.
Die Adiva war ein Motorroller mit klappbarem Dach, erhältlich war sie als Adiva 125 und Adiva 150.
Nach dem Verkauf an den chinesischen Konzern kam die 49x als Nachfolger der 491 auf den Markt. Die Velvet und Pepe waren auch nach der Übernahme noch erhältlich. Hinzu kam die Caffè Nero, die die Velvet 250 ersetzen sollte.
Mittlerweile werden die Fahrzeuge unter dem Markennamen „Keeway“ vertrieben.

### Motorrollermodelle (Stand April 2015)
- Zenzero 350 (15,4 kW/21 PS, 24 Nm)
- Caffénero 125 (8,9 kW/12 PS, 13 Nm)
- Caffénero 150 (9,6 kW/13 PS, 13 Nm)
- Macis 125 (8,9 kW/12 PS, 11 Nm)
- Macis 150 (9,1 kW/12 PS, 13 Nm)
- Pepe 50
- Quattronovex 50[12]

## Bildergalerie

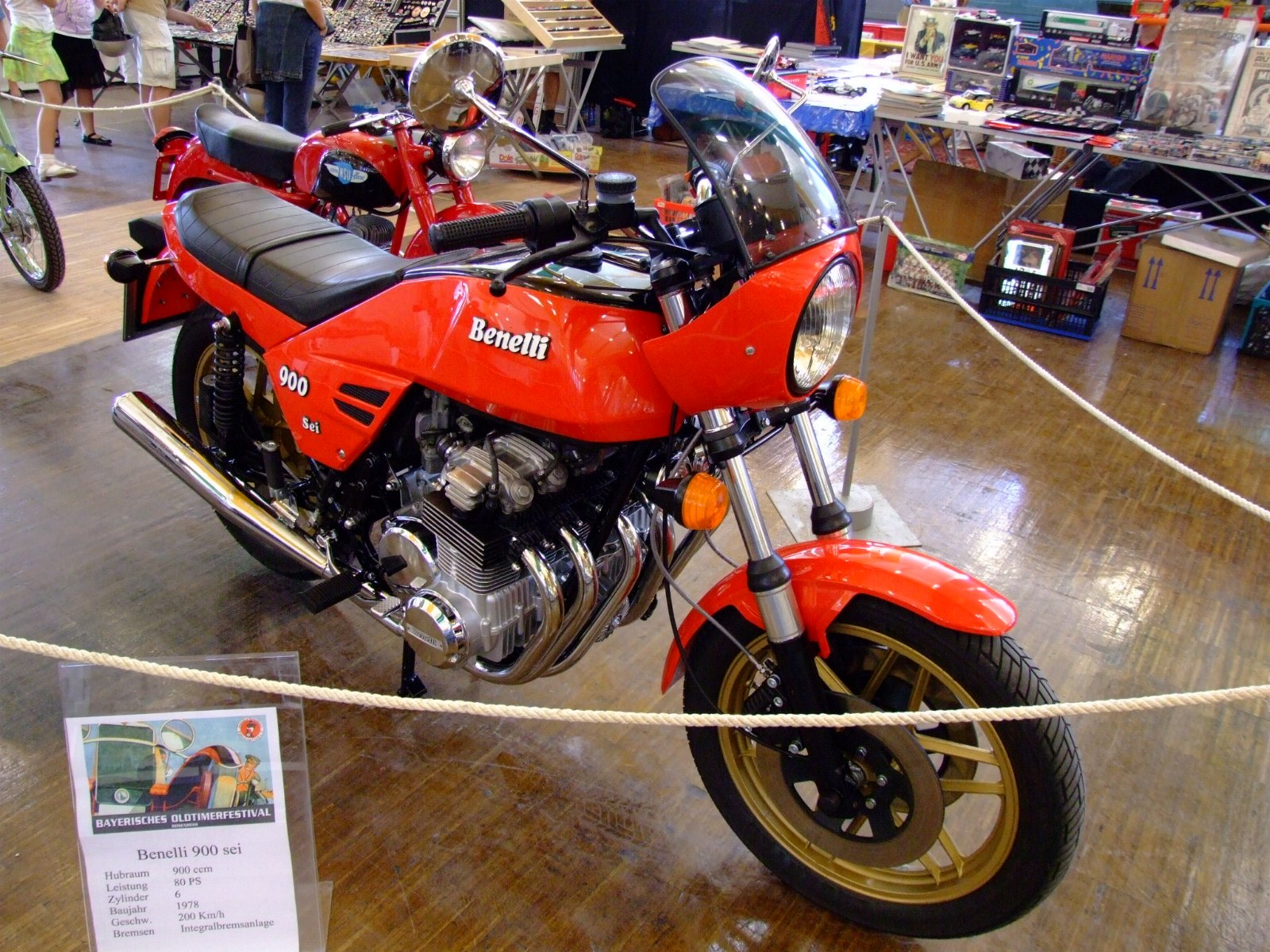
Benelli 900 Sei (1978)
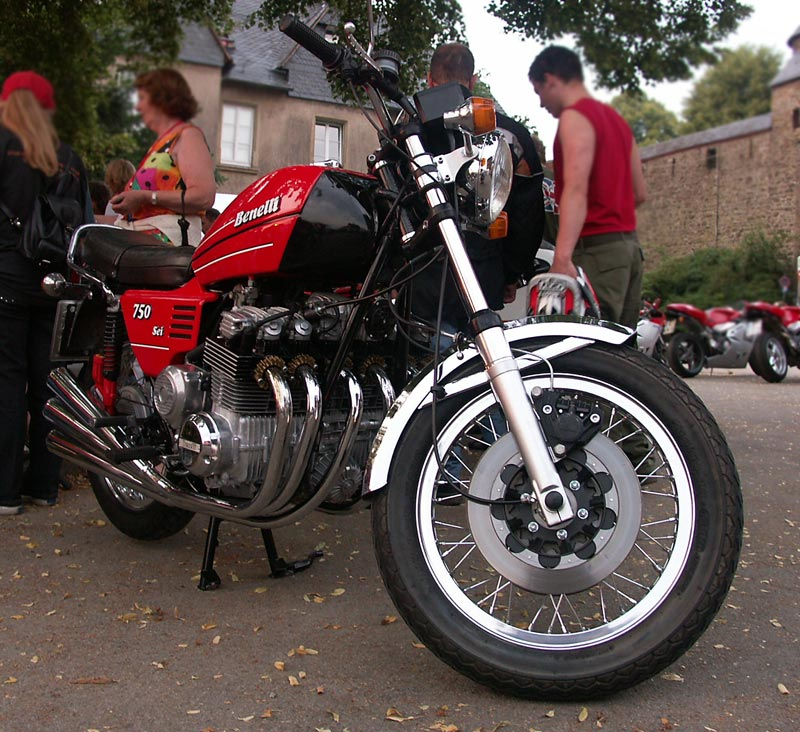
Die „Benelli 750 Sei“ mit 6 Zylindern, gesehen auf Schloss Burg.
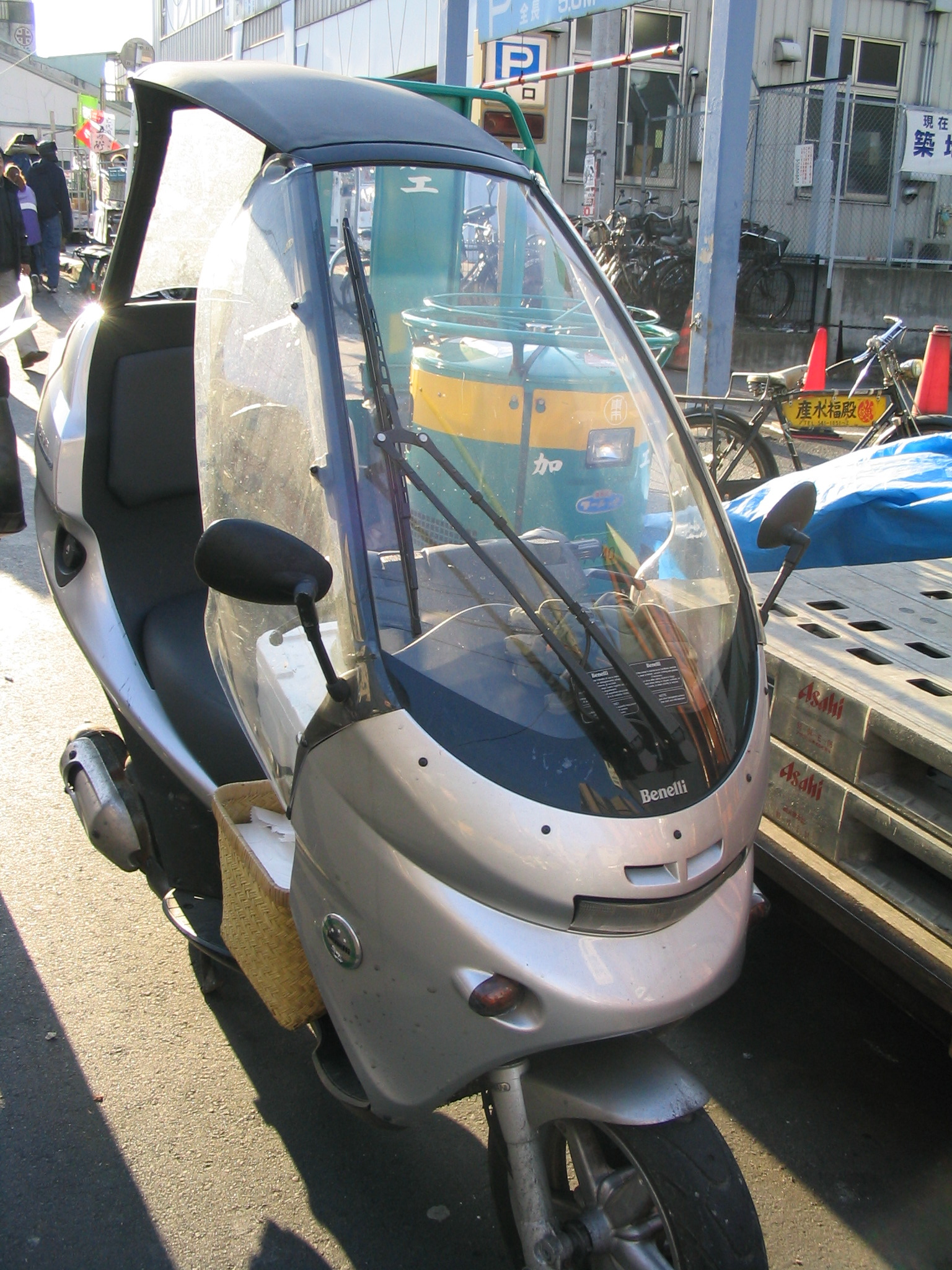
Benelli Adiva
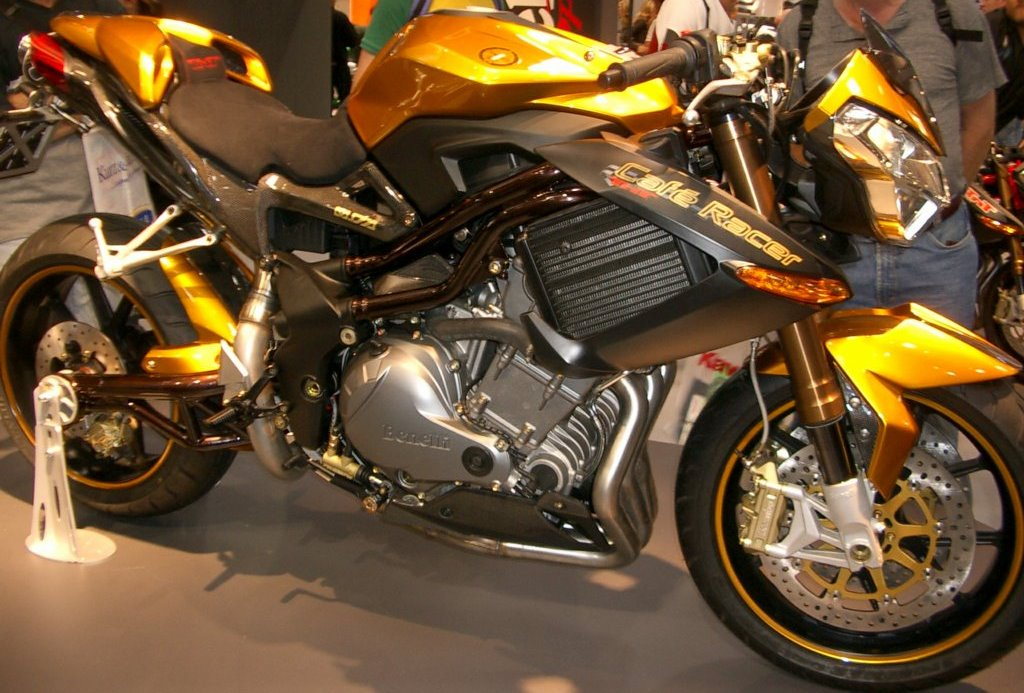
Benelli TNT Café Racer auf der Intermot 2004 in München
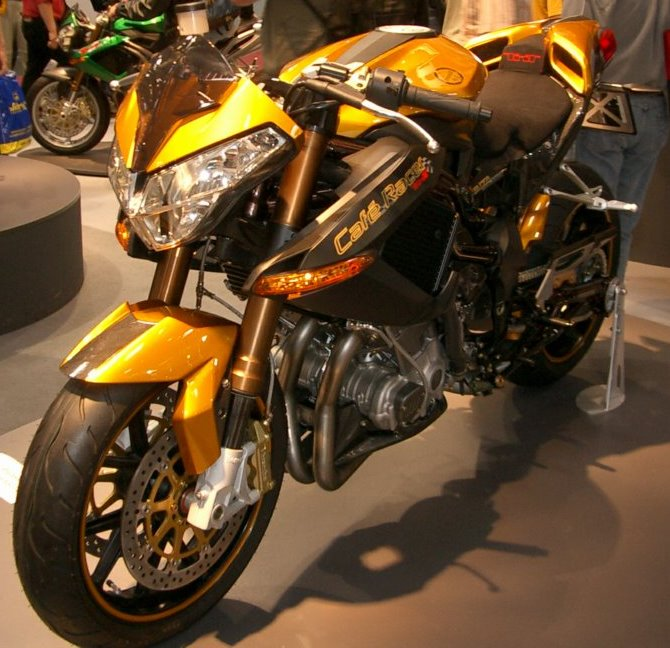
Benelli TNT Café Racer auf der Intermot 2004 in München
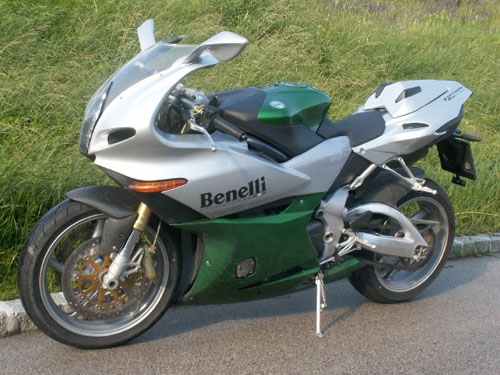
Benelli Tornado Tre 900, Modell 2003
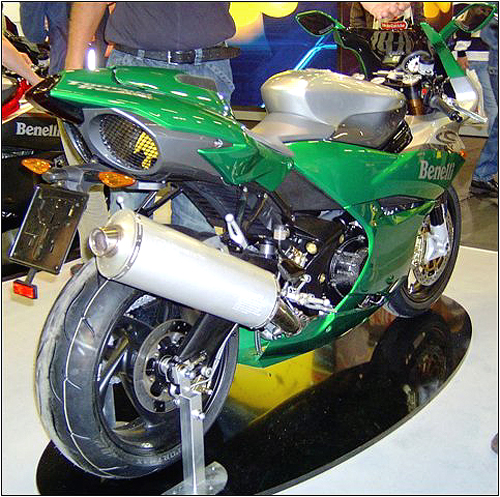
Benelli Tornado 1130, Modell 2006
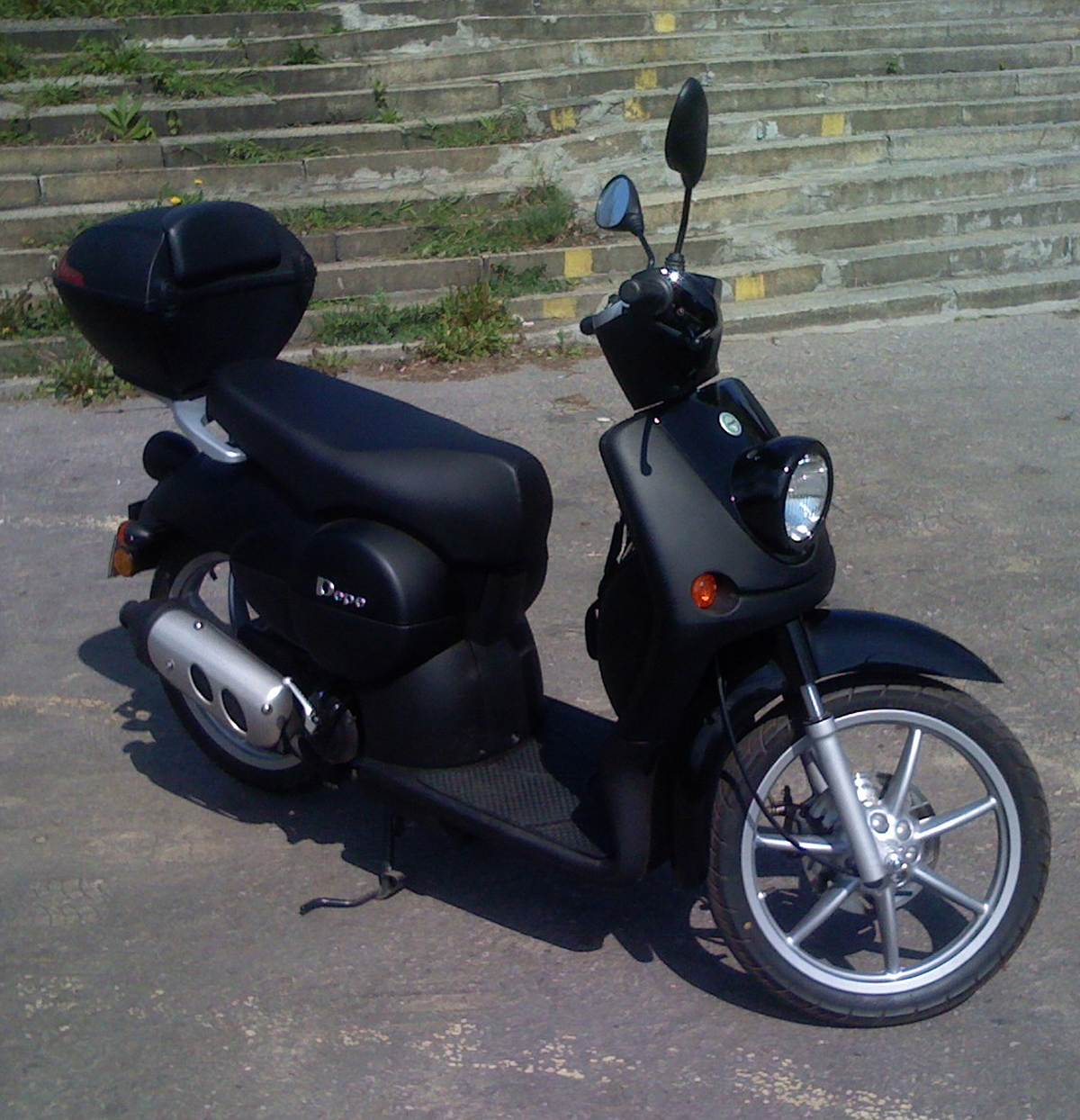
Benelli Pepe, Modell 2008
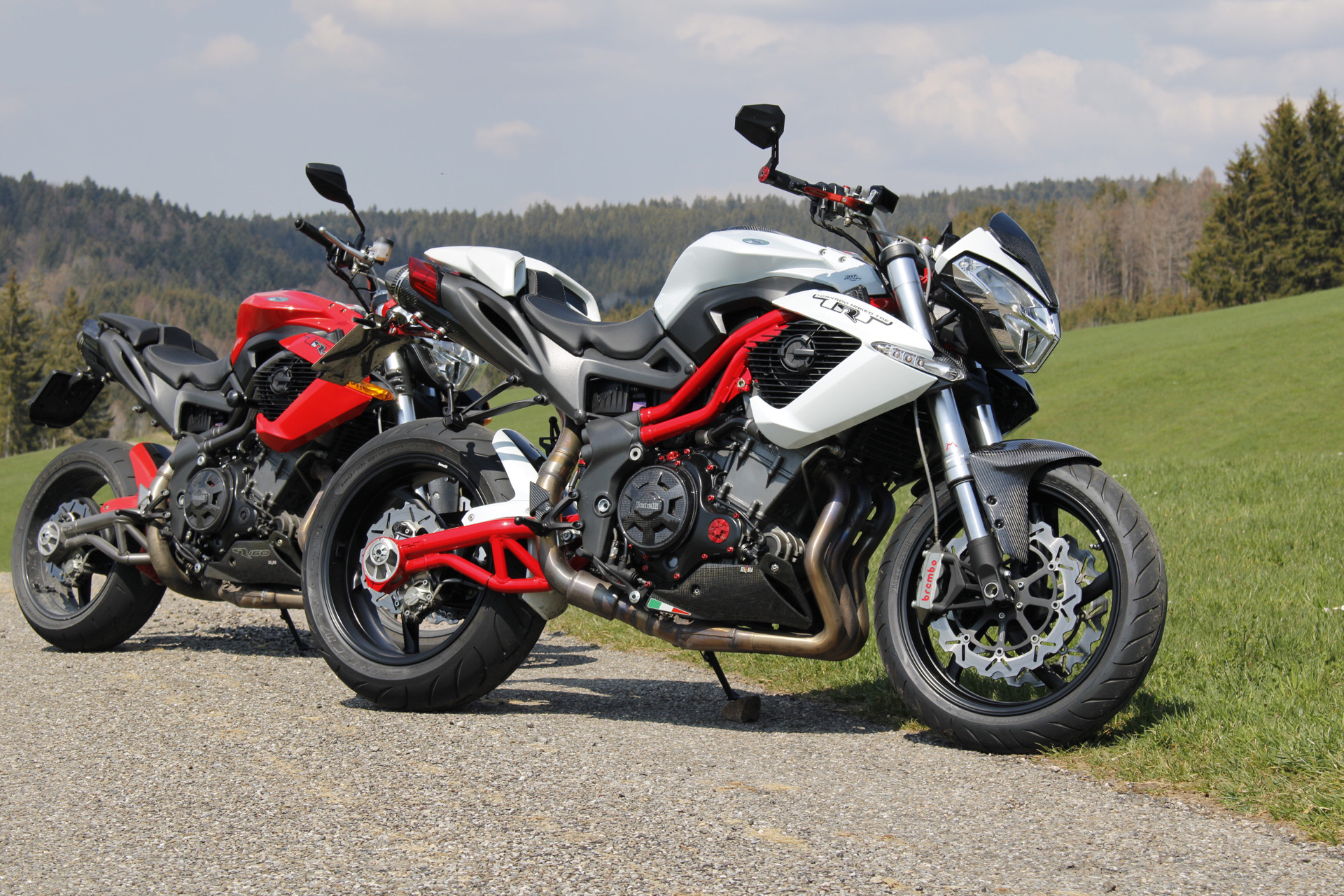
Benelli TNT R #110/160 in Weiß 2014

## Motorradrennsport

### Motorrad-Weltmeisterschaft
Insgesamt konnte Benelli zwei Fahrer- und zwei Konstrukteursweltmeistertitel in der Motorrad-Weltmeisterschaft einfahren.
 Dario Ambrosini (1)
- Weltmeister in der 250-cm³-Klasse: 1950

 Kel Carruthers (1)
- Weltmeister in der 250-cm³-Klasse: 1969

### Motorrad-Europameisterschaft
In der Motorrad-Europameisterschaft gelangen dem Hersteller zwei Fahrertitel.
 Carlo Baschieri (1)
- Europameister in der 175-cm³-Klasse: 1932

 Yvan Goor (1)
- Europameister in der 175-cm³-Klasse: 1934

## Automobile

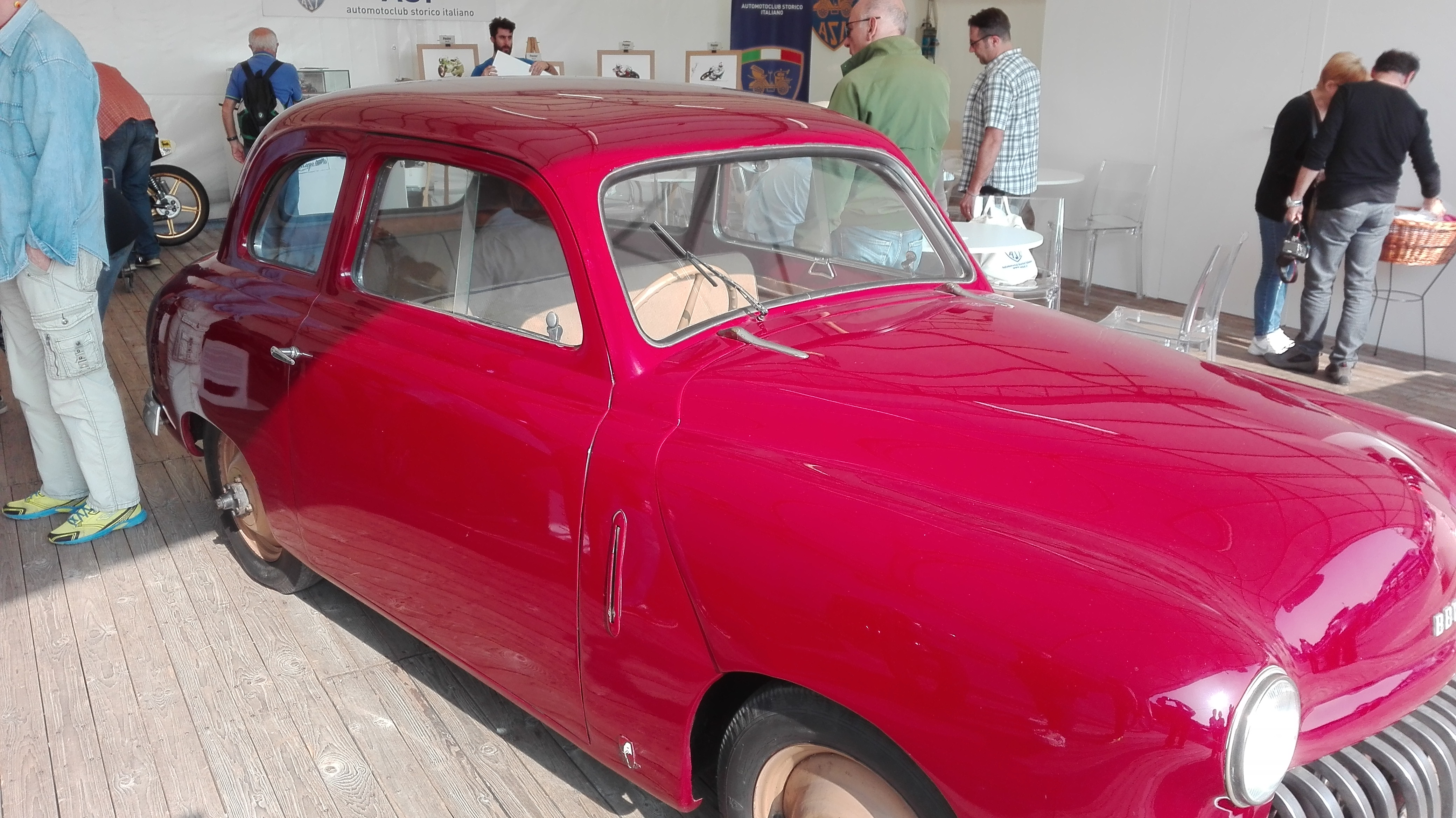
BBC

1949 beschloss Giuseppe Benelli die Entwicklung eines Autos. Beteiligt waren neben Benelli die Waffenfabrik Beretta und Graf Luigi Castelbarco, der das Projekt finanzierte. Das Modell erhielt daher den Namen B.B.C. Es war eine kleine Limousine mit vier Sitzen. Angetrieben wurde sie von einem V2-Viertaktmotor mit 21 PS Leistung. Zum Hubraum gibt es unterschiedliche Angaben: 500 cm³, 600 cm³ oder 750 cm³ Obwohl der Motor luftgekühlt war, befand sich an der Front des Fahrzeugs eine Kühlergrillattrappe. Das Fahrzeug hatte Frontantrieb. Das Leergewicht war mit 630 kg angegeben, und die Höchstgeschwindigkeit mit 100 km/h. Lediglich zwei oder drei Prototypen entstanden. Ein Exemplar existiert noch.

### Firmengeschichte
- Über uns – Unsere Geschichte – Das Vermächtnis. In: benelli.com.
- Die Geschichte von Benelli. In: Benelli.de. Archiviert vom Original (nicht mehr online verfügbar) am 29. April 2019.
- China & Benelli. In: 1000ps.de. 11. November 2005.
- Werner Priewasser: Benelli History 1911–1972 auf YouTube, 18. Juni 2008. (9:53 Minuten)
- Werner Priewasser: Benelli History 1972–2003 auf YouTube, 18. Juni 2008. (6:50 Minuten)

### Motorräder
- Website Benelli International
- Officine Benelli-Mototeca Storica Marchigiana. (italienisch, englisch).
- Benelli Motorräder. In: Vintage Motorcycles. (englisch).

### Motorroller
- Keeway. Karcher AG (heutiger Markenname der ehemaligen Benelli-Motorroller).